# Luperodes aethiops
Luperodes aethiops es una especie de insecto coleóptero de la familia Chrysomelidae.
Fue descrita científicamente en 1923 por Julius Weise.